# Hartman Toromba
Hartman Toromba (2 de novembro de 1984) é um futebolista namibiano que atua como defensor.

## Carreira
Hartman Toromba representou o elenco da Seleção Namibiana de Futebol no Campeonato Africano das Nações de 2008.